# Gelijkenis van de torenbouw
De gelijkenis van de torenbouw is een parabel in het Nieuwe Testament. Het verhaal werd verteld door Jezus en staat in Lucas 14:28-33.

## Inhoud
Jezus vroeg wie een toren begint te bouwen zonder eerst te berekenen of het überhaupt haalbaar is. Zodat hij niet als hij het fundament klaar heeft, er achter komt dat hij het project niet af kan maken vanwege de kosten. Want dan zullen de mensen om hem heen hem bespotten.

## Interpretatie
De gelijkenis benadrukt de hindernissen en uitdagingen die een leerling van Jezus kan ervaren, terwijl ze tegelijkertijd degenen die Jezus willen volgen uitnodigt om zichzelf te onderzoeken om te zien of ze er klaar voor zijn. Als ze zonder na te denken over de gevolgen Jezus zouden volgen en dan moeten opgeven, zouden ze zichzelf voor de gek houden en Jezus en zijn prediking ongeloofwaardig maken. Het laatste vers onderstreept dat de leerlingen ook bereid moeten zijn om hun eigen aardse bezittingen op te geven.